# Blepharoneura thetis
Blepharoneura thetis är en tvåvingeart som beskrevs av Friedrich Georg Hendel 1914. Blepharoneura thetis ingår i släktet Blepharoneura och familjen borrflugor. Inga underarter finns listade.